# 20798 Верлінден
20798 Верлінден (20798 Verlinden) — астероїд головного поясу, відкритий 27 вересня 2000 року.
Тіссеранів параметр щодо Юпітера — 3,543.